# Valentin Zabransky
Valentin Zabransky (* 2. Februar 2007 in Wien) ist ein österreichischer Fußballspieler.

## Karriere

### Verein
Zabransky begann seine Karriere beim SV Essling. Im September 2015 wechselte er zum FC Stadlau. Im Dezember 2020 wechselte er in die Jugend des FC Red Bull Salzburg, bei dem er ab der Saison 2021/22 auch sämtliche Altersstufen in der Akademie durchlief.
Zur Saison 2024/25 rückte Zabransky in den Kader des Farmteams FC Liefering. Sein Debüt in der 2. Liga gab er dann im August 2024, als er am dritten Spieltag jener Saison gegen Schwarz-Weiß Bregenz in der Startelf stand.

### Nationalmannschaft
Zabransky spielte im November 2021 erstmals für eine österreichische Jugendnationalauswahl. 2024 nahm er mit der U-17-Mannschaft an der EM teil. Österreich schied im Viertelfinale aus, Zabransky kam in allen vier Spielen der Österreicher zum Einsatz und erzielte dabei ein Tor.